# La Guiola (formatge)
El formatge La Guiola (en occità, formatge La Guiòla i, en francès, laguiole), és un formatge de pasta premsada no cuita que es fa a la regió d'Aubrac. El formatge de La Guiola es beneficia d'una AOC a França des de 1961, i des de 1996 d'una DOP a la Unió Europea (Reglament de la Comissió n.º 1107/96). De vegades pot trobar-se amb el nom en occità de forma de la Guiòla (en català seria formatge de la Guiola) o amb aquest nom afrancesat com a "fourme" de Laguiole.

## Història
El formatge de La Guiola rep el seu nom de la vila occitana de La Guiòla (Laguiole en francès i La Guiòla en occità) situada als contraforts de l'Aubrac aveironès, situat entre 800 m i 1.500 m, a la regió d'Alvèrnia. Es considera que és un formatge molt antic, més que el cantal o el salers, però té una àrea de fabricació més limitada que aquests.
Cap a l'any 78 aC Plini el Vell va dir en la seva Història Natural que «El formatge més estimat a Roma, on poden comparar-se les produccions de tots els països és, entre els formatges de províncies, el que ve de Nimes, de la Losera i de Gévaudan.»
El 1560 en Bruyères Champier va descriure una tècnica de la fabricació del formatge d'Alvèrnia molt semblant a la del de La Guiola i, cap a 1900, l'Émile Marre va efectuar els primers treballs de síntesi sobre la tècnica de fabricació de La Guiola.

## Elaboració
Per a gaudir de la AOC de La Guiola, la fabricació i maduració d'aquests formatges s'ha d'efectuar a l'àrea geogràfica de la regió natural de l'Aubrac que s'estén sobre diferents municipis dels departaments de l'Avairon, de Cantal i de la Losera. Es fa amb llet crua de vaca de raça simmental francesa o d'aubrac, alimentades amb productes de la zona, exclòs el blat de moro. La seva producció comença amb el quall abans de premsar el mató en dues etapes consecutives. La durada de l'afinat és de quatre mesos com a mínim, però pot estendre's fins als dos anys. L'any 1998 es van produir 666 tones d'aquest formatge (un 9,14% menys que en 1996) utilitzant de 20.000 a 30.000 litres de llet de 79 granges diferents.

## Característiques
És un formatge amb un 45% de matèria grassa. És de pasta premsada no cuita. Té forma de cilindre gruixut amb un pes que varia dels 25 als 50 quilos. Cada peça es distingeix per un signe d'un toro i el seu nom estampat a la crosta, així com per una placa d'identificació feta en alumini. La crosta mesura un mínim de 3 mil·límetres i el seu color és clar blanquinós i taronja que es fa marró ambarí al llarg de la maduració. La pasta és de color groc clar i textura homogènia i ferma. Fa olor de llet de muntanya. El sabor és rústic.
El seu període de degustació òptima és de setembre a març després d'un afinat de 6 a 12 mesos, però també és excel·lent d'agost a maig. Es pren al final del menjar o com a ingredient de receptes. Marida bé amb vins negres fruiters de la regió, com un Marcilhac o un Caurs.

## Externs externs
- La Guiola Arxivat 2009-05-21 a Wayback Machine. Web dels formatges amb denominació d'origen controlada a França (francès)